# Герб Кандалакши
Герб наряду с флагом является официальным символом городского поселения Кандалакша. 
Герб может воспроизводиться с лентой ордена Отечественной войны I степени, а также в соответствии с протоколом заседания Геральдического совета при Президенте Российской Федерации от 23-24 марта 2005 года № 24 пункт 8 со статусной короной установленного образца.

## Геральдическое описание (блазон)
В червленом поле с узкой лазоревой оконечностью, поверх всего — золотой карбас с серебряными парусом и вымпелом сопровождаемый во главе летящей вправо и распростершей воздетые крылья золотой гагой.

## Обоснование символики
Первое упоминание о Кандалакше относится к 1526 году, это одно из древнейших поселений Кольского полуострова. Место, на котором был основан поселок, во многом определило образ жизни местных жителей: Кандалакшский залив Белого моря славится богатством и разнообразием морской и пресноводной фауны. Изображенный в гербе карбас — самое распространенное в прошлом судно поморов символизирует традиционность рыбного промысла, который является основным занятием местных жителей на протяжении нескольких столетий.
Символика летящей птицы в гербе многозначна:
— уникальная природа северного края богата не только морскими обитателями: леса полны зверей, разнообразен мир пернатых. Особенно много птиц на морском побережье. Здесь зарегистрировано около трехсот видов птиц. Особую ценность представляет гага — морская утка, имеющая очень теплый и легкий пух. Именно с целью сохранения ныне редкой гаги в 1932 году был создан Кандалакшский заповедник.
— Летящая птица символ свободолюбия, независимости, движения вперед, творческого озарения.
Золото — символ богатства, стабильности, уважения и интеллекта.
Серебро — символ чистоты, совершенства, мира и взаимопонимания, северных просторов. Белый цвет созвучный с цветом алюминия в гербе Кандалакши аллегорически указывает на самое северное предприятие алюминиевой промышленности, расположенное здесь и являющееся одним из ведущих предприятий города.
Синий цвет — символ чести, благородства, духовности, чистого неба и бескрайних морских просторов.
Красный цвет — символ мужества, силы, отваги, труда подчеркивает весомый вклад местных жителей в освоение и развитие северного края и в мирное и в военное время.
Герб городского поселения дополнен лентой ордена Отечественной войны I степени, говорящей об особом мужестве и стойкости, проявленные в годы Великой Отечественной войны. Город был награждён орденом указом Верховного Совета СССР от 17 октября 1984 года.

## История герба

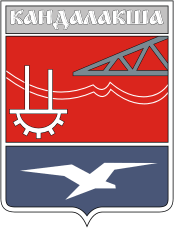
Герб 1971 года

22 октября 1971 года на 3 сессии XIII-го созыва Кандалакшского горсовета народных депутатов была принята эмблема города, по своему внешнему виду очень напоминающая герб. «Эмблема города, — как это было записано в решении сессии — представляет собой традиционный щит с закругленными углами и стрелкой в нижней части. Соотношение сторон щита, высоты к ширине, как 3:2. Шрифт, которым написано название города, старинный, так как город Кандалакша — одно из первых поселений на Кольской земле. Поле щита разделено на две части: верхнюю, большую, красного цвета, на которой изображение слева символизирует широко развитую промышленность, а справа — энергетику, северное сияние подчеркивает географическое положение Кандалакши; нижнюю, синего цвета, где изображен силуэт летящей птицы, указывает наличие государственного заповедника. Сочетание красного и синего цветов показывает, что город находится в РСФСР (цвет флага), кроме того цвет нижней части эмблемы показывает, что город расположен на берегу моря». Авторами эмблемы (герба) являются Валерий Васильевич Хоренков, А. И. Щербаков, Е.Калашников.
В 2007 году был объявлен конкурс на лучший проект нового герба Кандалакши. На первом этапе было отобрано из десяти различных вариантов четыре проекта, которые отправили на экспертизу в Геральдический совет России.
Окончательный вариант нового герба Кандалакши был разработан при содействии Союза геральдистов России.
Герб был утверждён решением Совета депутатов городского поселения Кандалакша города Кандалакша с подведомственной территорией № 175 от 26 февраля 2008 года и внесен в Государственный геральдический регистр Российской Федерации под № 3964.
Авторская группа:
идея герба: Владимир Хламин, Анатолий Холоша, Андрей Юшков (Кандалакша);
геральдическая доработка: Константин Моченов (Химки);
художник: Андрей Юшков (Кандалакша);
компьютерный дизайн: Оксана Афанасьева (Москва), Андрей Юшков (Кандалакша);
обоснование символики: Кирилл Переходенко (Конаково).